# Palais Kaiserstein
Le palais Kaiserstein (en tchèque, Kaiserštejnský palác, également maison U Petzoldů) est un bâtiment de style baroque situé place de Malá Strana dans le quartier du même nom, à Prague. Il a été édifié en 1714 par la reconstruction de deux maisons Renaissance. Il accueille aujourd'hui divers événements. 

## Construction
Il a été construit sous sa forme actuelle en 1714 par la réunion de deux maisons de la Renaissance. Le palais se compose de deux bâtiments reliés par de petites ailes latérales formant une cour plus petite. Au rez-de-chaussée du bâtiment arrière sont encore préservés des voûtes Renaissance ainsi que des plafonds avec poutres apparentes de la Renaissance tardive décorés de peintures.  
La conception est l'œuvre de Giovanni Battista Alliprandi (on lui doit également à proximité la réalisation du palais Sternberg). La construction a été réalisée par l'atelier de Christopher Dientzenhofer. 
La façade du bâtiment principal faisant face à la place de Malá Strana comportait autrefois une arcade murée en 1896. Un balcon a également été ajouté lors de cette reconstruction.   

## Histoire du palais
Le premier propriétaire était un commandant militaire de Prague, Francis, Baron de Helfrýd Kaiserstein.  
L'hôtel a été plus tard acquis par l'hôtelier Václav Petzold, qui y a établi un restaurant appelé U Petzoldů. La femme de Petzold, la chanteuse d'opéra Marie Petzold-Sitt, est devenue la première représentante de La Fiancée vendue du compositeur Smetana. 
Dans les années 1840 le bâtiment a été acquis par la Banque d'épargne tchèque, qui a conçu en 1845 la salle des fêtes du premier étage dans le style du classicisme tardif. 
En 1977, une vaste restauration est lancée lui redonnant son aspect baroque d'origine.  
Pendant longtemps, il a été le siège de la Chambre de commerce tchécoslovaque puis de la Chambre de commerce tchèque. Après le règlement des litiges en matière de restitution, la Komerční banka est maintenant basée ici. Entre 1908 et 1911, une autre star tchèque de l'opéra a vécu ici : Ema Destinn. L'édifice est protégé depuis 1964. 

## Utilisation actuelle
Le palais Kaiserstein sert actuellement de lieu de conférences, mariages, expositions, concerts et autres événements. Ses neuf salles peuvent accueillir jusqu'à 400 visiteurs. 

## Galerie

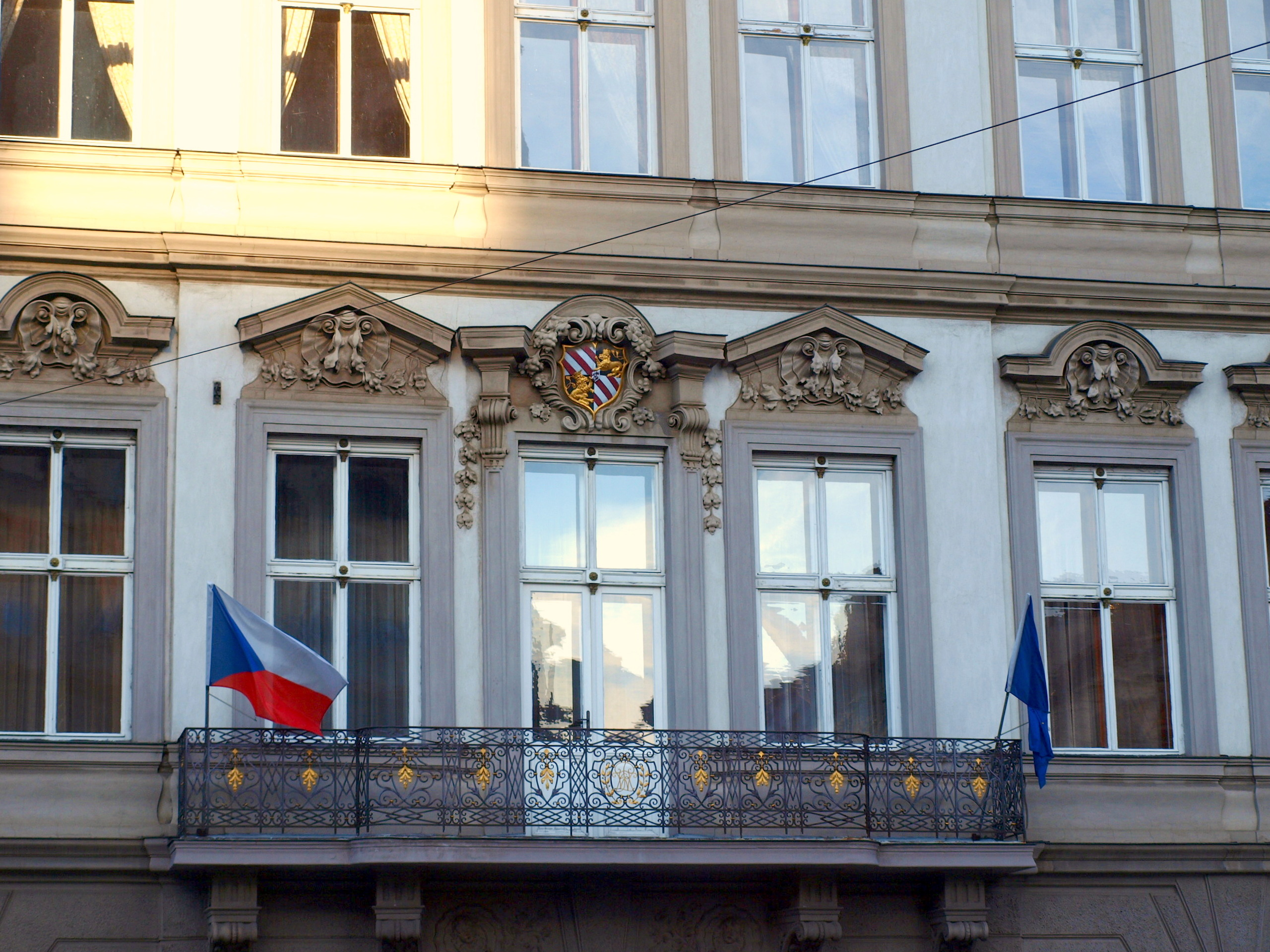
Balcon
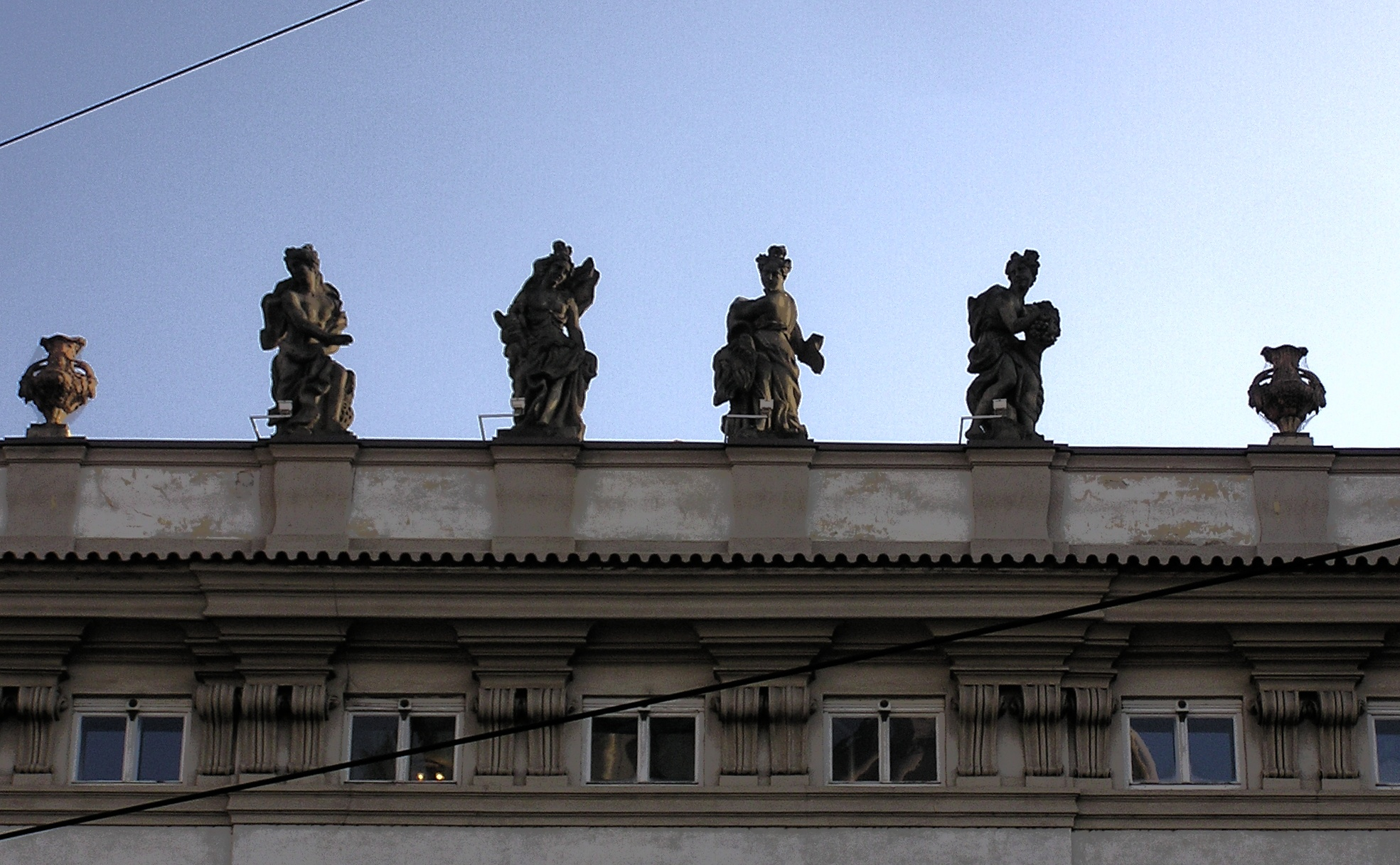
Etage
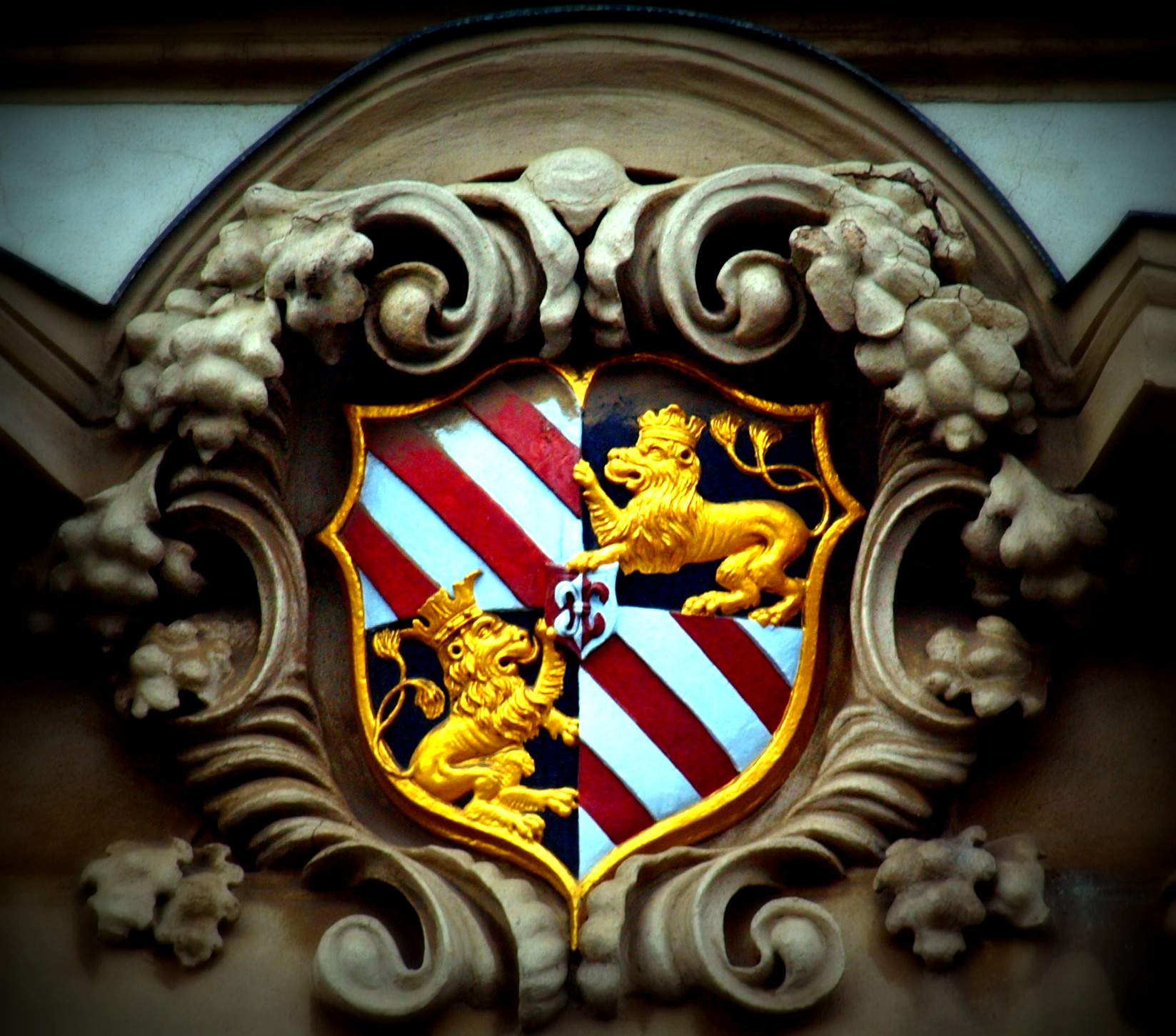
Armoiries de Kaiserstein sur le palais

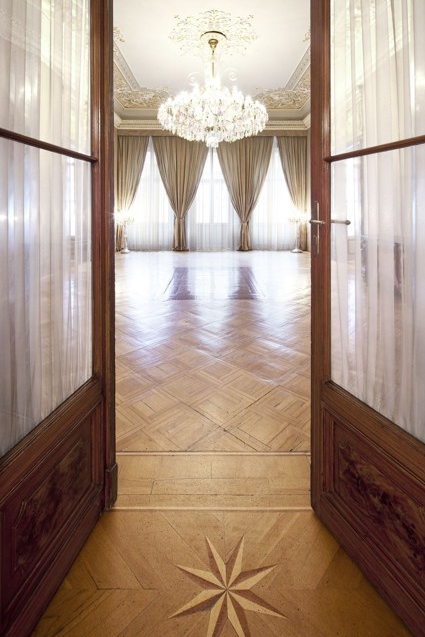
Intérieur du palais Kaiserstein

## Littérature
- František Žáček a   František Stehlík: Guide historique d'orientation de Prague, František Stehlík, 1929
- Alois Kubíček: Palais de Prague, Václav Polacek, Prague 1946
- Emanuel Poche, Pavel Preiss: Palais de Prague, Prague Odéon 1977
- Hrubeš Josef, Hrubešová Eva: Les maisons de Prague racontent ; Roztoky u Prague: Orion, 1995,  (ISBN 80-900287-8-0)
- Pavel Vlcek (ed. ): Monuments artistiques de Prague. Mala Strana, Universités, Prague 1999,  (ISBN 80-200-0771-7)
- Slavomír Ravik: Le grand livre de Prague, Regia, Prague, 2000,  (ISBN 80-86367-05-3)

## Liens
- http://www.kaiserstejnsky-palac.cz/
- http://www.hrady.cz/index.php? OID = 6160
- http://www.pis.cz/cz/praha/pamatky/kaiserstejnsky_palac

- VIAF
- Tchéquie